# Mizuma-dera

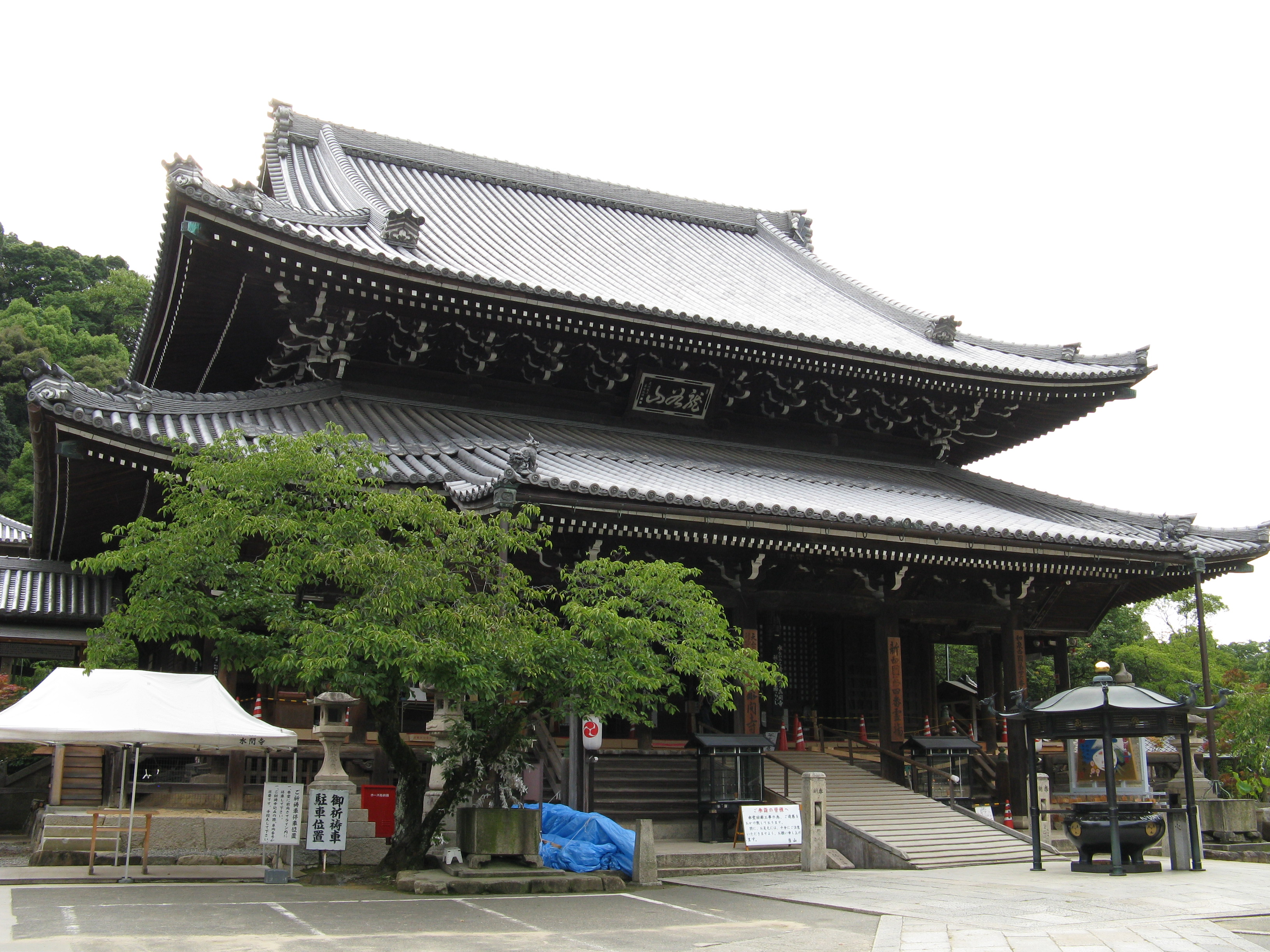
Haupthalle

Der Mizuma-dera (japanisch 水間寺) mit den Bergnamen Ryūkokusan (龍谷山) und Kannon-in (観音院) ist ein Tempel der Tendai-Richtung des Buddhismus in Kaizuka (Präfektur Osaka). Er ist der 4. Tempel des Neuen Saigoku-Pilgerwegs.

## Geschichte

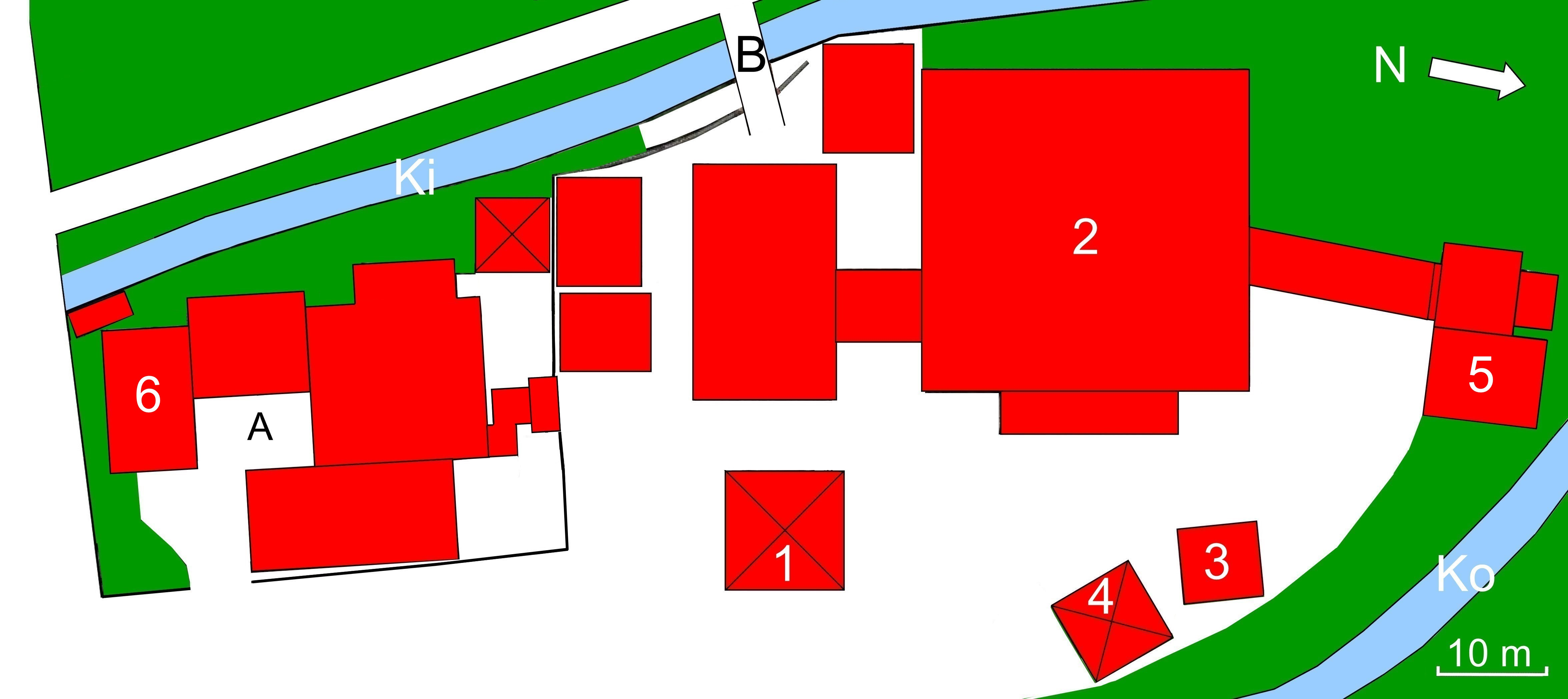
Plan des Tempels (s. Text)

Der Überlieferung nach wurde der Tempel von Priester Gyōki im Jahr 744 errichtet. 1585 wurde er von Hashiba Hideyoshis Feldherrn Hori Hidemasa (1553–1590) bekämpft und zum großen Teil zerstört, die Reste wurden abgerissen. In der Edo-Zeit wurde der Tempel auf Wunsch der Oberhäupter des Kishiwada-Han, der Okabe während der Genroku-Ära (1668–1704) wiedererrichtet. 1784 wurde der Tempel wieder durch ein Feuer zerstört, ein Wiederaufbau begann mit der Fertigstellung der Haupthalle 1811. Die anderen Gebäude der Anlage kamen nach und nach dazu.

## Anlage
Vom 1926 angelegen Bahnhof Mizuma der Mizuma-Eisenbahngesellschaft sind es 500 m bis zum Brücke über den Kogi-Fluss (近木川; Ko im Plan), die die Bezeichnung „Unheil-Abwehr-Brücke“ (厄除け橋 Yakuyoku-hashi) trägt. Sie führt zum offenen Tempelgelände, das außer dem Abt- und Mönchsquartier keine Mauern und Tore aufweist. Auf der Rückseite im Südwesten wird der Tempel durch den Kibitani-Fluss (秬谷川 Ki) begrenzt, der ein Stück weiter in den Kogi mündet.
In der Mitte der Anlage steht eine dreistöckige Pagode (三重塔 Sanjū-no-tō; 1) und dahinter die Haupthalle (本堂 Hondō; 2). Weiter rechts über dem Kibitani-Fluss steht der Glockenturm (鐘楼 Shōrō; 3) und der Sutra-Speicher (経蔵 Kyōzō; 4). Am rechte Rand der Anlage findet man die Jōshakkō-Halle (常寂光堂; 5).
Im Abt- und Mönchsquartier (A) findet man die Aizen-Halle (愛染堂; 6), die dem Himmelskönig Aizen (愛染明王) gewidmet ist. Im Westen führt eine leichte geschwungene Trommelbrücke (B) zum Tempel.

## Bilder

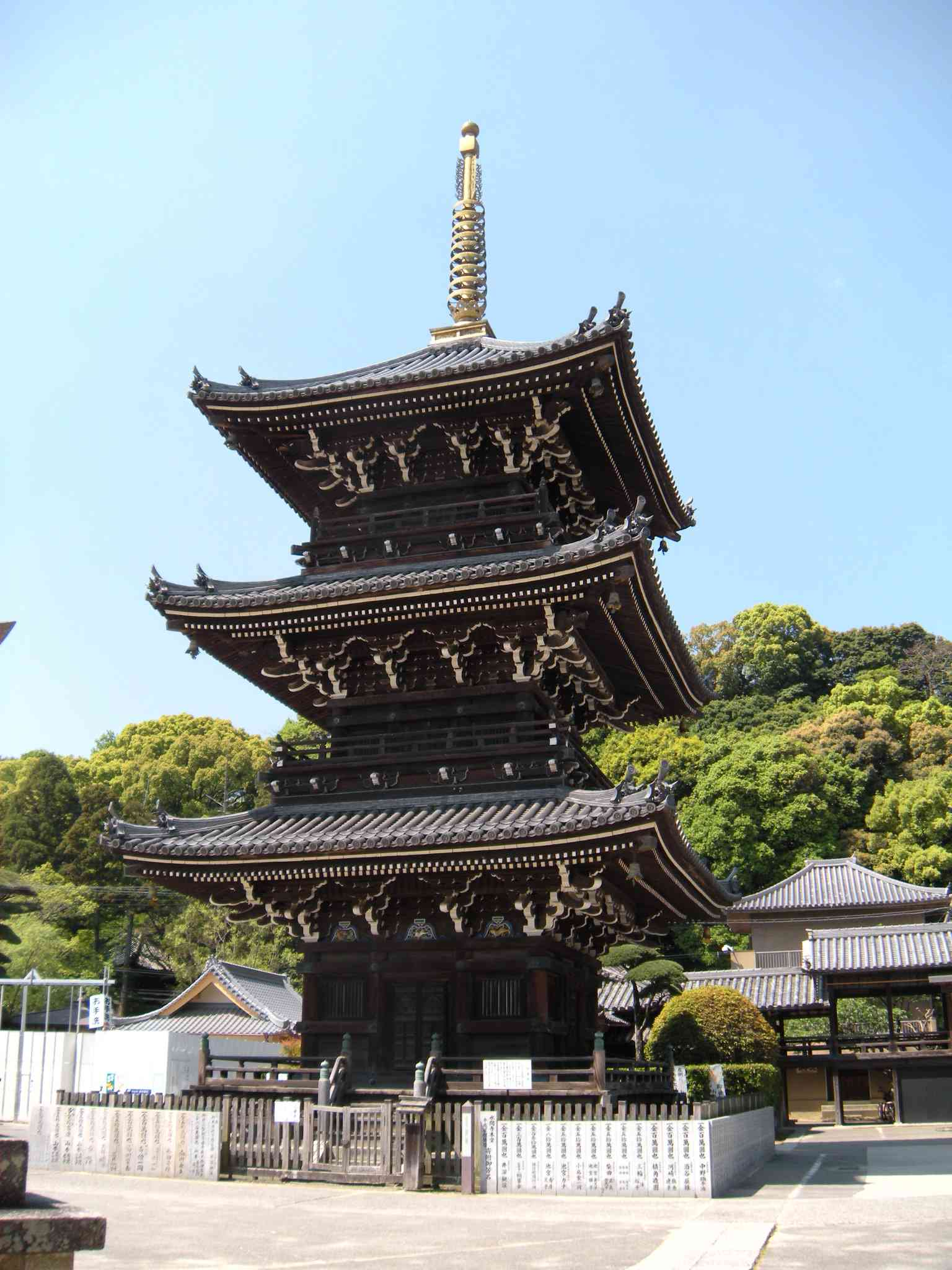
Pagode
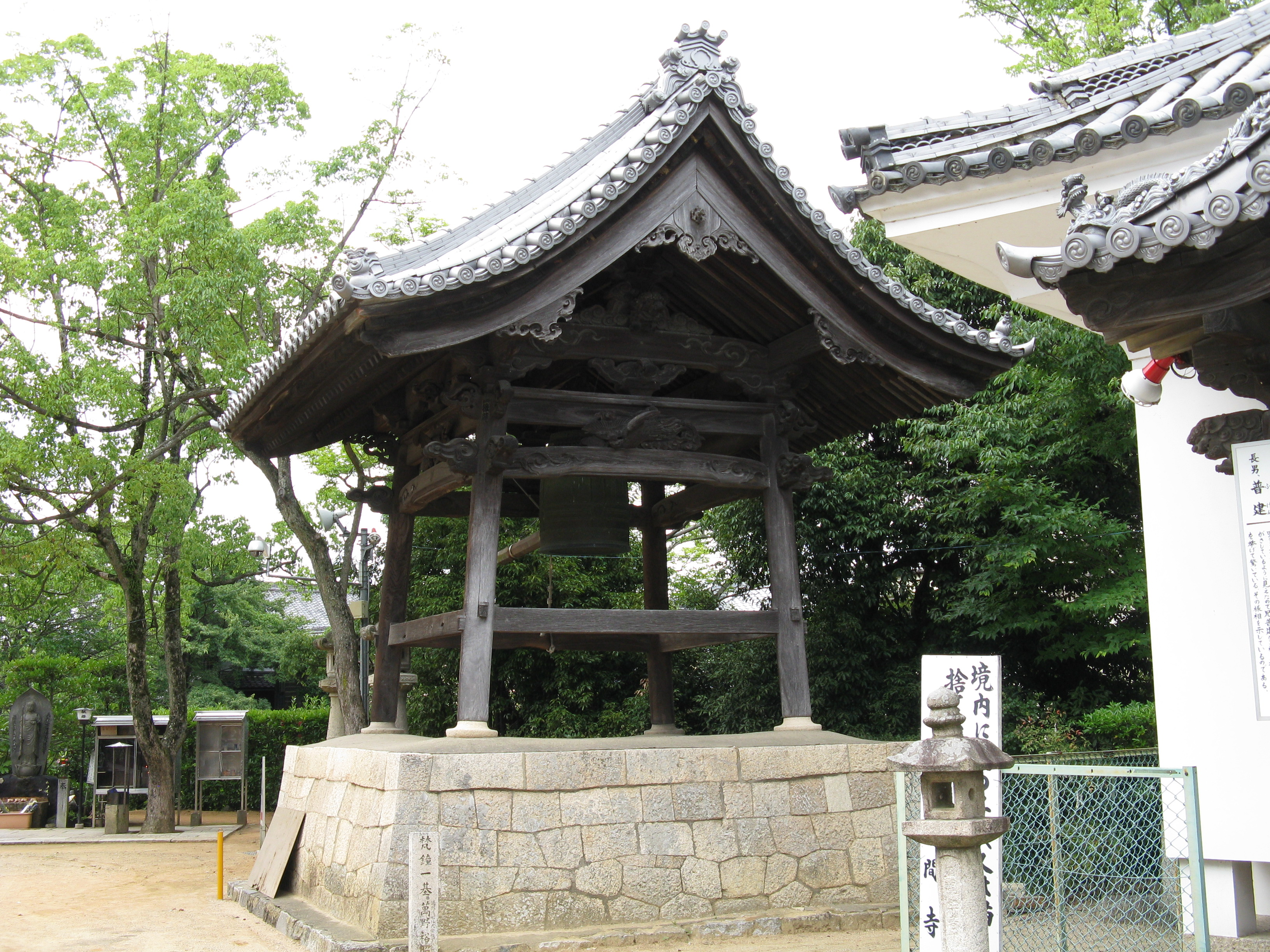
Tempelglocke
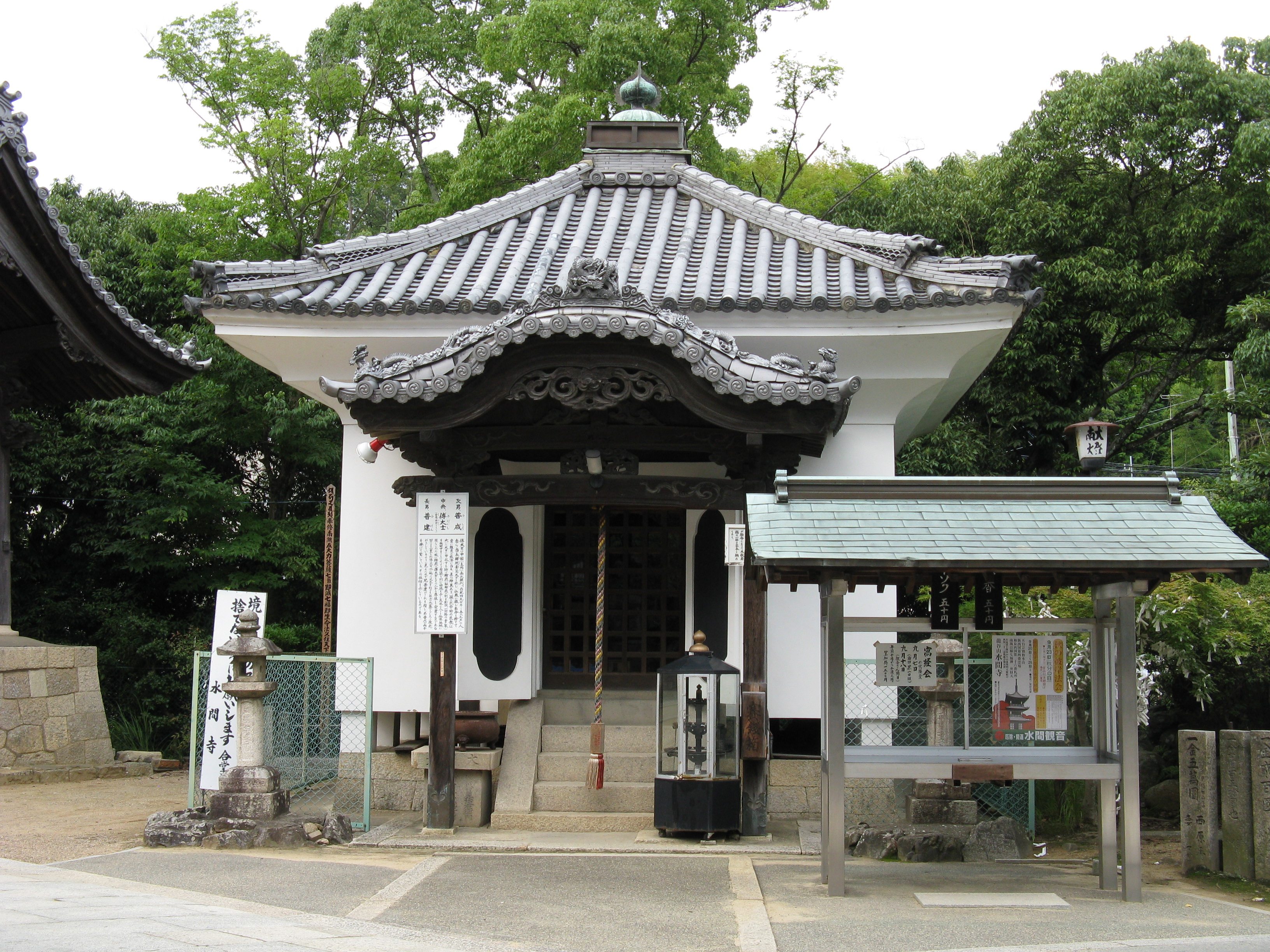
Sutra-Pavillon
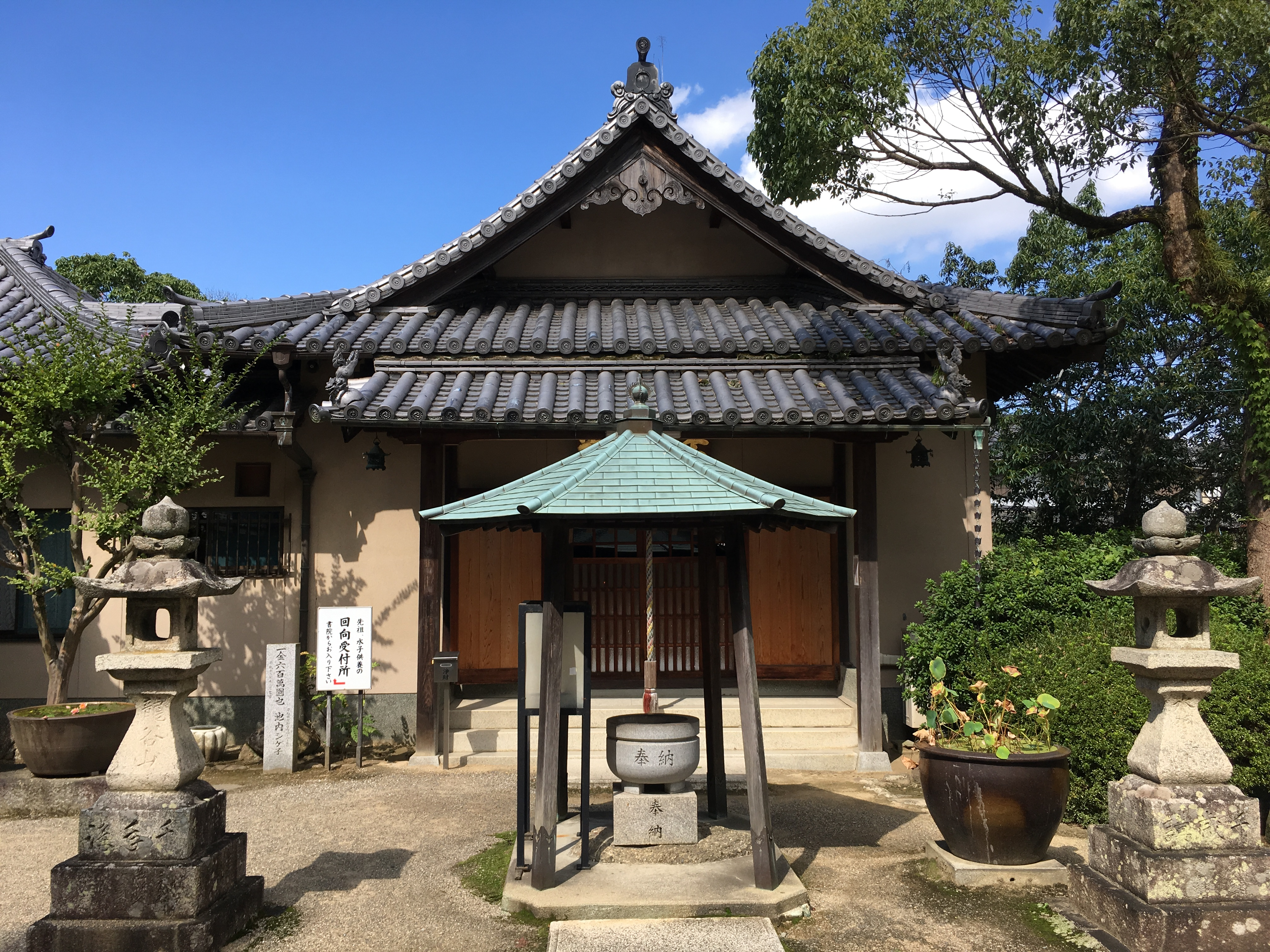
Jōshakkō-Halle
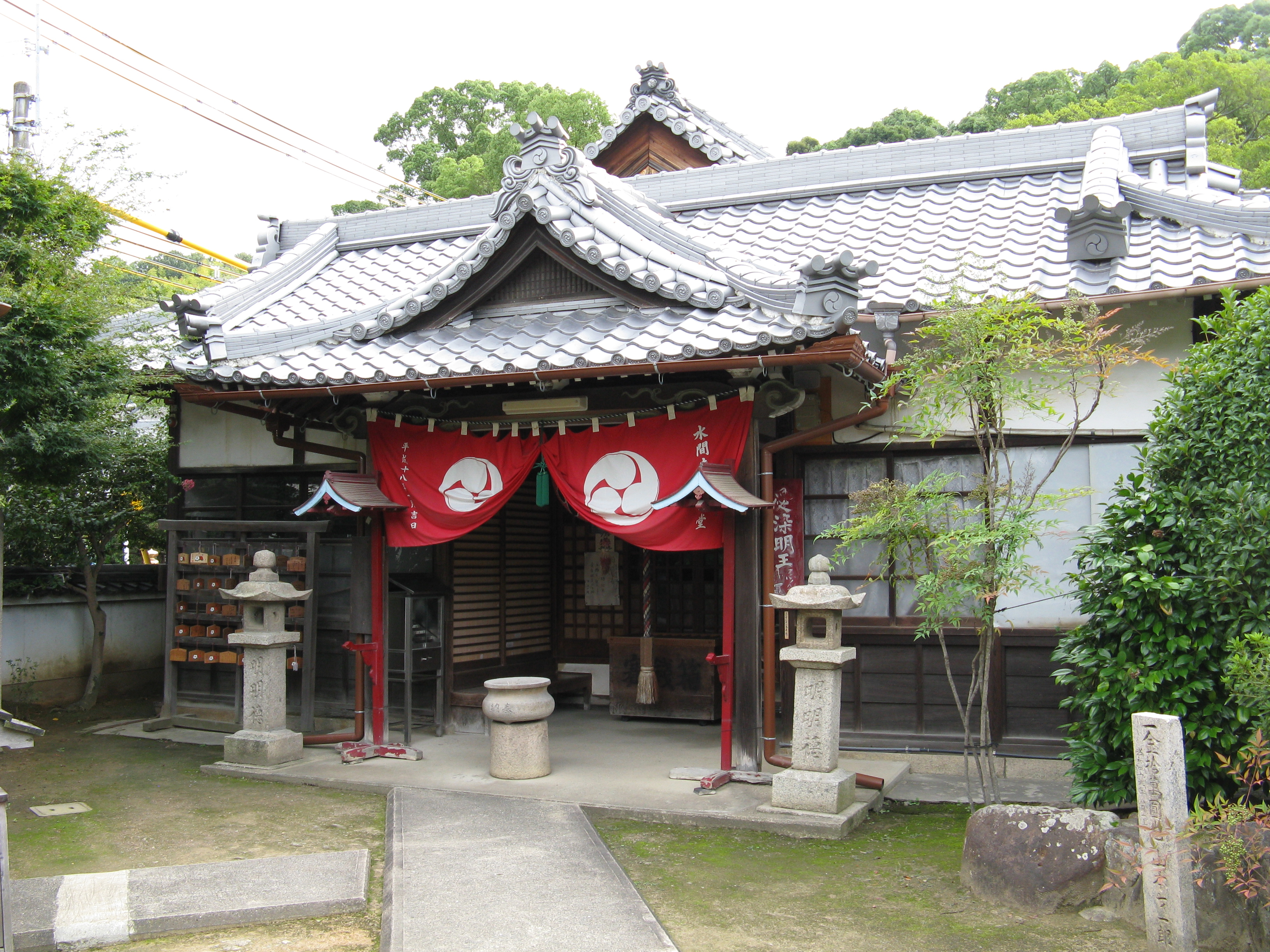
Aizen-Halle
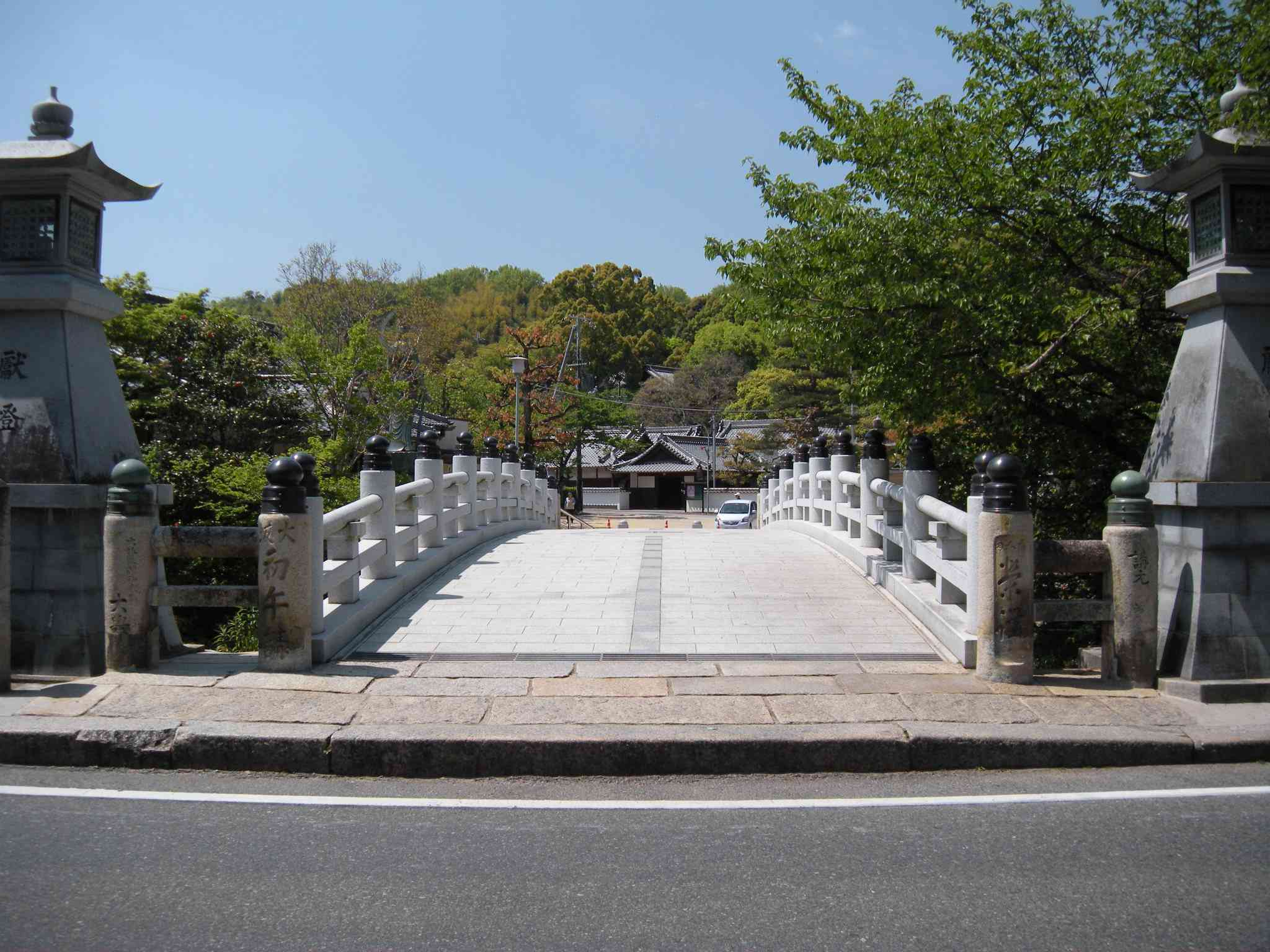
Trommelbrücke